# Eldeceeon
Eldeceeon — вимерлий рід рептіліоморфів з міссісіпського періоду (ранній карбон) Шотландії. Про це відомо з двох викопних зразків, знайдених у кар'єрі Іст-Кірктон візейської доби в Західному Лотіані. Тип і єдиний вид, E. rolfei, був названий у 1994 році. Вважається, що Eldeceeon тісно пов’язаний з емболомерами, але він має кілька відмінних рис, включаючи довгі кінцівки та короткий тулуб. Спочатку відомі за двома роздробленими частковими скелетами, Ruta & Clack (2006) повідомляють про додаткові зразки.

## Опис
У кар'єрі Східного Кірктона скам'янілості Елдецеона були знайдені разом з іншим рептіліоморфом під назвою Silvanerpeton. Ці роди тісно пов’язані один з одним, але представляють незвичайну групу рептіліоморфів, які не можуть бути віднесені до жодної з основних клад рептіліоморфів, але можуть бути пов’язані з найдавнішими емболомерами. На відміну від більшості емболомерів, довжина яких може перевищувати метр, у Eldeceeon набагато менша довжина тіла — 35 сантиметрів. У порівнянні з емболомерами, він має менше спинних хребців і набагато більші кінцівки відносно свого тіла. Укорочений хребет і міцні кінцівки Eldeceeon припускають, що він вів наземний спосіб життя, що відрізняє його від переважно водних емболомерів, які мають відносно довге тіло та короткі кінцівки. Ці адаптації також відрізняють його від Silvanerpeton, який, як припускають, був водним.
Ребра Eldeceeon обмежені передньою половиною хребта, характеристика, яка не присутня в жодних чотириногих (чотириногих хребетних), за винятком ссавців та їхніх родичів. Кожен хребець ділиться на U-подібний плевроцентрум і менший міжцентрум, як хребці емболомера Eoherpeton. Грудний і тазовий пояси нагадують емболомери Proterogyrinus.